# Dedina (Kruševac)
Dedina (em cirílico: Дедина) é uma vila da Sérvia localizada na cidade de Kruševac, pertencente ao distrito de Rasina, na região de Rasina. A sua população era de 2613 habitantes segundo o censo de 2011.

## Demografia
| 1948 | 1953 | 1961 | 1971 | 1981 | 1991 | 2002 | 2011 |
| ---- | ---- | ---- | ---- | ---- | ---- | ---- | ---- |
| 1180 | 1322 | 1573 | 2006 | 2682 | 2798 | 2775 | 2613 |